# Stadion Miejski w Ajia Napie
Stadion Miejski – wielofunkcyjny stadion w Ajia Napie, na Cyprze. Może pomieścić 2000 widzów. Na obiekcie swoje spotkania rozgrywają piłkarze klubu AO Ajia Napa. Stadion gościł również dwa spotkania towarzyskie piłkarskich reprezentacji narodowych (14 lutego 1997 roku: Litwa – Polska 0:0 i 15 lutego 1997 roku: Polska – Cypr 3:2).